# Pandeyan (Mejayan)
Pandeyan is een bestuurslaag in het regentschap Madiun van de provincie Oost-Java, Indonesië. Pandeyan telt 1935 inwoners (volkstelling 2010).